# Microtunnelage

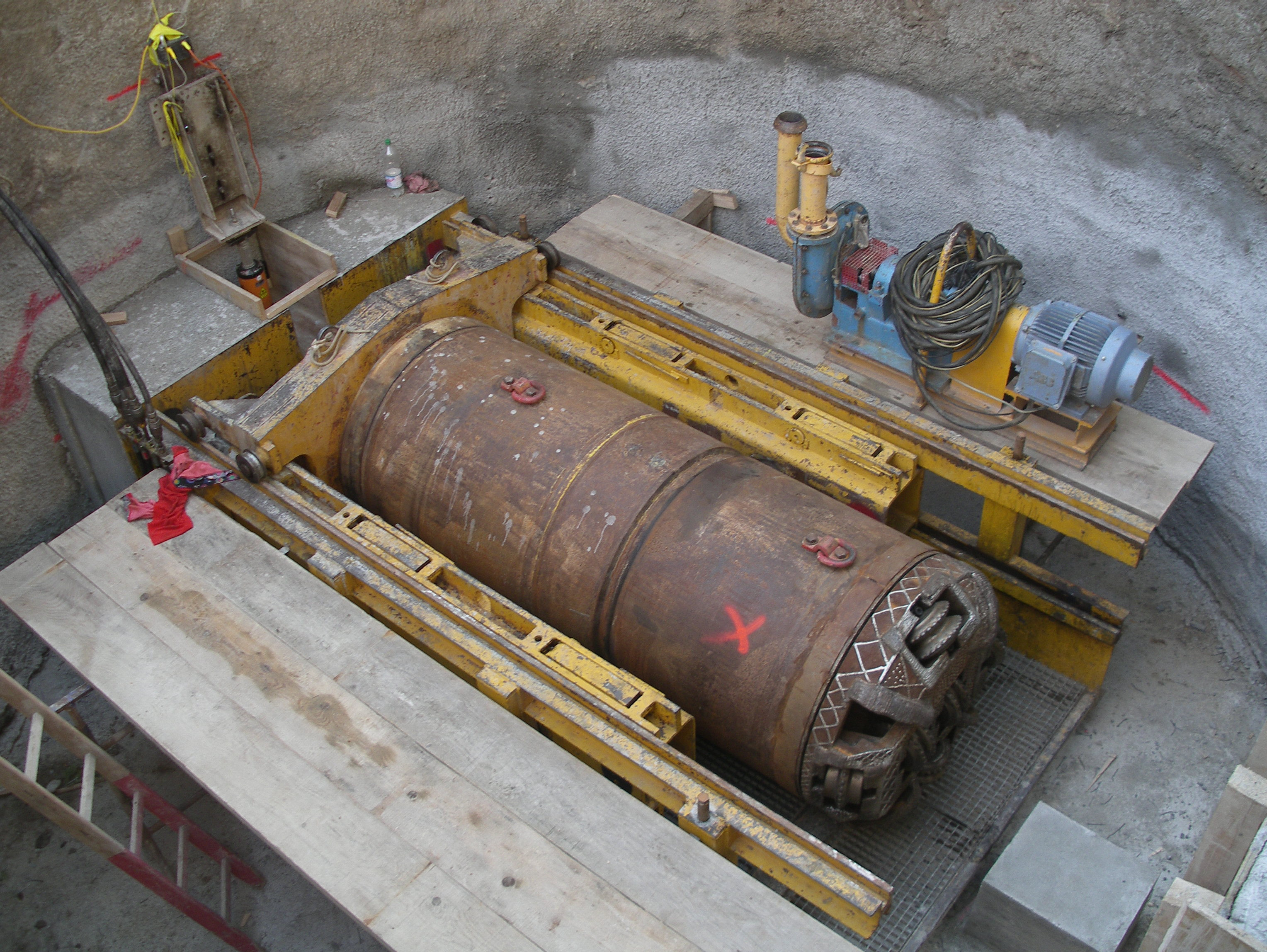
Micro tunnelier.

Le microtunnelage ou microtunnelage est une technique de construction de tunnel utilisée pour construire des galeries techniques. Il n'est pas possible d'avoir recours à un opérateur pour conduire le tunnelier du fait de la taille de la machine, ils doivent donc être télécommandés.